# Mammillaria nunezii
Mammillaria nunezii (укр. Мамілярія Нуньєса, мамілярія нунезі) — сукулентна рослина з роду мамілярія (Mammillaria) родини кактусових (Cactaceae).

## Історія
Вид вперше описаний американськими ботаніками Натаніелєм Лордом Бріттоном (англ. Nathaniel Lord Britton, 1859—1934) і Джозефом Нельсоном Роузом (англ. Joseph Nelson Rose, 1862—1928) у 1923 році у їх монографії англ. «The Cactaceae; descriptions and illustrations of plants of the cactus family» як Neomammillaria nunezii. У 1926 році американський ботанік Чарльз Рассел Оркатт (англ. Charles Russell Orcutt, 1864—1929) включив цей вид до роду мамілярія.

## Етимологія
Видова назва дана на честь мексиканського ботаніка і любителя кактусів, професора К. Нуньєса (ісп. C. Nuñez), який зібрав цей вид у 1921 році у штаті Герреро.

## Ареал і екологія
Mammillaria nunezii є ендемічною рослиною Мексики. Ареал розташований у штатах Герреро, Морелос, Халіско і Мічоакан. Рослини зростають на висоті від 1600 до 1000 метрів над рівнем моря.

## Морфологічний опис
| Орган              | Опис                                                                          |
| Рослини            | зазвичай поодинокі, іноді формують бічні пагони.                              |
| Коріння            |                                                                               |
| Стебло             | кулясте до циліндричного, до 15 см заввишки, в діаметрі 6—9 см.               |
| Епідерміс          | сіро-зелений.                                                                 |
| Маміли             | конічні до тупо-чотирикутних, без молочного соку.                             |
| Ареоли             |                                                                               |
| Аксили             | з щетинками.                                                                  |
| Центральні колючки |                                                                               |
| Радіальні колючки  | 10—30, жорсткі, тонкі, білі, завдовжки 5—7 мм.                                |
| Квіти              | воронкоподібні, від кармінових до бузкових, до 15 мм в діаметрі.              |
| Бутони             |                                                                               |
| Зовнішні пелюстки  |                                                                               |
| Внутрішні пелюстки |                                                                               |
| Тичинки            |                                                                               |
| Маточка            |                                                                               |
| Плоди              | Плоди булавоподібні, зеленувато-білі з рожевим відтінком, до 25 мм завдовжки. |
| Насіння            | коричневе.                                                                    |

## Різновиди
Визнані два підвиди: номінаційни підвид — Mammillaria nunezii subsp. nunezii і підвид bella — Mammillaria nunezii subsp. bella.
Mammillaria nunezii subsp. nunezii
- Центральних колючок — 2—9, одна з гачком.
- Радіальних колючок — близько 30.
- Квіти — бузкові.
- Ареал зростання — весь діапазон розповсюдження виду.

Mammillaria nunezii subsp. bella (Backeb. 1941) D.R.Hunt
- Центральних колючок — 4—6, білі з червоними кінцями, іноді з гачками.
- Радіальних колючок — не більше 20.
- Квіти — кармінові.
- Ареал зростання — штат Гереро.

## Чисельність, охоронний статус та заходи по збереженню
Mammillaria nunezii входить до Червоного списку Міжнародного союзу охорони природи видів, з найменшим ризиком (LC).
Чисельність особин у субпопуляціях змінюється по всьому ареалу (ймовірно, з висотою), вид може бути рясним або рідкісним. Поточний тренд чисельності рослин стабільний.
У деяких районах виду загрожує сезонне сільське господарство.
Охороняється Конвенцією про міжнародну торгівлю видами дикої фауни і флори, що перебувають під загрозою зникнення (CITES).

## Використання
Цей кактус використовується як декоративна рослина.